# Otobothrium robustum
Otobothrium robustum is een lintworm (Platyhelminthes; Cestoda). De worm is tweeslachtig. De soort leeft als parasiet in andere dieren.
Het geslacht Otobothrium, waarin de lintworm wordt geplaatst, wordt tot de familie Otobothriidae gerekend. De wetenschappelijke naam van de soort werd voor het eerst geldig gepubliceerd in 1935 door Chandler.